# Poquott (Nova Iorque)
Poquott é uma aldeia localizada no estado americano de Nova Iorque, no Condado de Suffolk.

## Demografia
Segundo o censo americano de 2000, a sua população era de 975 habitantes.

## Geografia
De acordo com o United States Census Bureau tem uma área de 1,5 km², dos quais 1,1 km² cobertos por terra e 0,4 km² cobertos por água.

## Localidades na vizinhança
O diagrama seguinte representa as localidades num raio de 8 km ao redor de Poquott.